# Augochlora leprieuri
Augochlora leprieuri är en biart som först beskrevs av Maximilian Spinola 1841.  Augochlora leprieuri ingår i släktet Augochlora och familjen vägbin. Inga underarter finns listade.